# Bệnh viện Mắt Trung ương
Bệnh viện Mắt Trung ương là bệnh viện chuyên khoa  đầu ngành hạng I trực thuộc Bộ Y tế. Đây là bệnh viện tuyến trung ương ở Việt Nam.

### Lịch sử
Bệnh viện Mắt Trung ương thành lập năm 1917 với tên gọi ban đầu là "Nhà thương chữa mắt dốc Hàng Gà".

## Ban Giám đốc

### Phó Giám đốc chuyên môn kỹ thuật:
- PGS. TS. Cung Hồng Sơn

### Phó Giám đốc quản lý, phụ trách điều hành:
- PGS. TS. Phạm Ngọc Đông

### Phó Giám đốc Kinh tế:
- ThS. BS. Nguyễn Đức Thành

## Chức năng nhiệm vụ
1. Bệnh viện tuyến cuối chuyên ngành nhãn khoa; khám chữa bệnh, phòng bệnh và phục hồi chức năng về mắt cho bệnh nhân toàn quốc.
2. Nghiên cứu khoa học giải phóng mù lòa, ứng dụng kỹ thuật mới trong khám, chữa bệnh về mắt, nghiên cứu khoa học cơ bản về mắt, kết hợp với y học dân tộc.
3. Đào tạo đội ngũ nhân viên y tế chuyên ngành Mắt.
4. Chỉ đạo tuyến về chuyên môn kỹ thuật.
5. Phòng bệnh.
6. Tổ chức và quản lý bệnh viện.
7. Hợp tác quốc tế về chuyên ngành mắt.

## Cơ cấu tổ chức

### Phòng nghiệp vụ (07):
- Phòng Kế hoạch tổng hợp
- Phòng Tổ chức cán bộ
- Phòng Vật tư trang thiết bị Y tế
- Phòng Tài chính kế toán
- Phòng Hành chính quản trị
- Phòng Điều dưỡng trưởng
- Phòng Công nghệ thông tin

### Khoa lâm sàng (10):
- Khoa Mắt trẻ em
- Khoa Chấn thương
- Khoa Dịch kính - Võng mạc
- Khoa Giác mạc
- Khoa Glocom
- Khoa Khúc xạ
- Khoa Tạo hình - Thẩm mỹ Mắt và vùng mặt
- Khoa Khám, chữa bệnh theo yêu cầu
- Khoa Khám bệnh & điều trị ngoại trú
- Khoa Gây mê hồi sức

### Khoa cận lâm sàng (05):
- Khoa Xét nghiệm tổng hợp
- Khoa Chẩn đoán hình ảnh
- Khoa Dược
- Khoa Dinh dưỡng
- Khoa Kiểm soát nhiễm khuẩn

### Tổ chức trực thuộc
- Trung tâm Đào tạo và Chỉ đạo tuyến
- Ngân hàng

## Bê bối
Năm 2015, một số người bệnh tại Bệnh viện Mắt Trung ương than phiền về việc họ bị bắt phải chờ phẫu thuật vì trang thiết bị và vật tư y tế của bệnh viện đã hết. Lãnh đạo Bộ Y tế sau đó đã phải can thiệp, chỉ đạo một số cơ quan hỗ trợ bệnh viện giải quyết tình trạng trên. Năm 2017, trên mạng xã hội lan truyền một video cho thấy bác sĩ Nguyễn Thị Minh, phụ trách khoa Mắt trẻ em đã có hành động gác chân lên ghế khi tiếp xúc với người nhà của một bệnh nhân, đồng thời khám bệnh một cách qua loa mà không dùng thiết bị, máy móc. Tuy nhiên theo lời bác sĩ này thì bà đã "khám đầy đủ, bé được đo thị lực, chỉnh kính và không có chuyện chỉ 'vạch mắt xem'". Lãnh đạo bệnh viện sau đó đã có hình thức kỉ luật "hạ một bậc thi đua" đối với bác sĩ này.
Cuối năm 2018, Bệnh viện Mắt Trung ương bị tố cáo sai phạm trong quy trình đấu thầu mua sắm thiết bị y tế. Cụ thể, đơn tố cáo cho rằng lãnh đạo bệnh viện này đã "dựng hàng rào kỹ thuật" với mục đích chỉ cho phép một sản phẩm trên thị trường đạt tiêu chuẩn mà hồ sơ mời thầu đưa ra. Thanh tra Bộ Y tế sau đó đã xác minh, cho rằng tố cáo "không có cơ sở" vì trên thị trường vẫn còn nhiều sản phẩm khác đáp ứng tiêu chí mời thầu ban đầu. Mặc dù vậy, những sản phẩm do bộ này dẫn chứng lại chỉ đáp ứng một vài tiêu chí chứ không phải tất cả các tiêu chí đã định. Do đó, có lo ngại sự minh bạch trong quá trình thanh tra này vì người phê duyệt kế hoạch đấu thầu, Thứ trưởng Bộ Y tế Nguyễn Viết Tiến, cũng chính là người ra quyết định thanh tra.

## Khen thưởng
- Anh hùng Lao động (2005).[4]
- Huân chương Lao động hạng Nhất (2007).[4]
- Huân chương Độc lập hạng Ba (2017).[10]